# Alois Estermann
Alois Estermann (ur. 29 października 1955, zm. 4 maja 1998) – Szwajcar, komendant Gwardii Szwajcarskiej.
Pochodził z niemieckojęzycznego kantonu Lucerna. Studiował teologię. Od 1980 roku był członkiem Gwardii Szwajcarskiej. Był jednym z zaufanych ochroniarzy papieża Jana Pawła II. Komendantem został 4 maja 1998 roku, na kilka godzin przed śmiercią. Został zamordowany we własnym mieszkaniu, wraz z żoną Gladys Romero, przez Cédrica Tornaya.
Według oficjalnego komunikatu morderca działał w przypływie szaleństwa, powodowany zadawnionym urazem do przełożonego.
Sprawa, choć zamknięta, budzi jeszcze wiele kontrowersji związanych z przypuszczalnym spiskiem.
Istnieje także hipoteza, że zbrodnia ta miała tło homoseksualne. Tornay zabił z zemsty – utrzymywał bowiem stosunki seksualne z Estermannem – który w istocie był gejem – lecz ostatecznie został porzucony na rzecz innego kochanka. Chwilę potem Tornay sam popełnił samobójstwo.